# Wirtschaft Sierra Leones
| Wirtschaft Sierra Leones            | Wirtschaft Sierra Leones                                                      |
| ----------------------------------- | ----------------------------------------------------------------------------- |
| Bruttoinlandsprodukt (BIP) (KKP)    | U$ 13,597 Milliarden ▲ (2021)                                                 |
| BIP (real)                          | US$ 4,132 Milliarden (2020)                                                   |
| Wirtschaftswachstum                 | 4,1 % ▲ (2021)                                                                |
| BIP pro Kopf (KKP)                  | US$ 1600 ▬ (2020)                                                             |
| BIP nach Sektor                     | - Landwirtschaft: 60,7 % - Industrie: 6,5 % - Dienstleistungen: 32,9 % (2017) |
| Erwerbstätige                       | 2,858 Millionen ▲ (2021)                                                      |
| Arbeitslosenquote                   | 5,33 % ▼ (2021)                                                               |
| Bevölkerung unterh. d. Armutsgrenze | 56,8 % ▼ (2018)                                                               |
| Staatshaushalt                      | Einnahmen: US$ 562,0 Millionen Ausgaben: US$ 846,4 Millionen (2017)           |
| Staatsverschuldung                  | 63,9 % vom BIP ▲ (2017)                                                       |
| Export                              | US$ 700,971 Millionen f.o.b. ▼ (2020)                                         |
| Import                              | US$ 1,418 Milliarden f.o.b. ▼ (2020)                                          |
| Währung                             | Leone (Inflationsrate: 11,8 % 2021; 7,1 % 2016)                               |

Die Wirtschaft Sierra Leones basiert vor allem, wie für ein Entwicklungsland typisch, auf selbstversorgender Landwirtschaft. Bis zu 50 Prozent der arbeitenden Bevölkerung in Sierra Leone verfolgen diesen Wirtschaftszweig.
Zudem ist die Wirtschaft im generellen Aufbau begriffen, nachdem der Bürgerkrieg in Sierra Leone 2002 zu Ende ging. 2012 und 2013 hatte Sierra Leone eine der höchsten jährlich Wirtschaftswachstumsraten weltweit von mehr als 20 Prozent zu verzeichnen. 2015 brach die Wirtschaft aufgrund der Ebolafieber-Epidemie um mehr als 20 Prozent ein.
Das Land hat im Jahr 2009 eine Wertpapierbörse (Sierra Leone Stock Exchange) begründet, welche 2022 lediglich drei Unternehmen führte.
Sierra Leone zählt zu den am wenigsten entwickelten Ländern.

## Wirtschaftssektoren

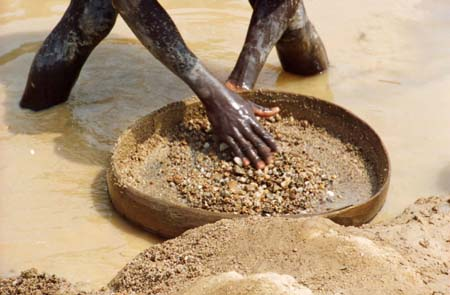
Diamantengewinnung per Hand in Sierra Leone

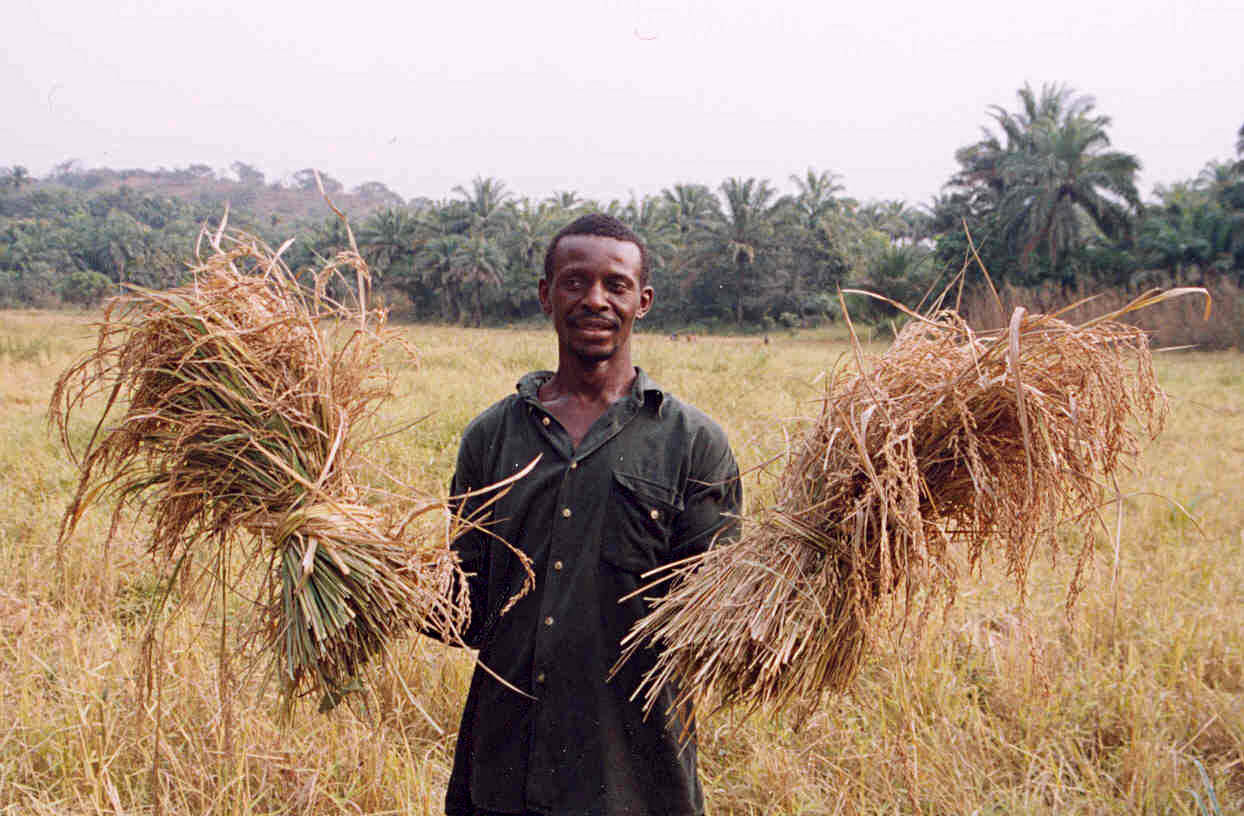
Reisbauer in Sierra Leone

### Primärer Sektor

#### Landwirtschaft
Neben der Landwirtschaft spielt vor allem der Bergbau eine wichtige wirtschaftliche Rolle und ist größter Devisenbringer für das Land.

### Sekundärer Sektor

#### Industrie
Die Industrie in Sierra Leone ist unterentwickelt und konzentriert sich fast ausschließlich auf die Hauptstadt Freetown. Es werden Getränke, Kleidung und Schuhe produziert.

### Tertiärer Sektor

#### Tourismus
Internationaler Tourismus ist ein im Aufbau begriffener Wirtschaftszweig. Vor dem Bürgerkrieg war Sierra Leone ein Geheimtipp und wurde vor allem von Reisenden aus Frankreich besucht. Die Zahl der jährlichen Touristen betrug in den vergangenen Jahren jedoch wenig mehr als 5000, was Sierra Leone zu einem der am wenigsten besuchten Staaten der Erde macht.

#### Kapitalmarkt
Das Land führt eine Wertpapierbörse, welche als Sierra Leone Stock Exchange bekannt ist.

## Außenhandel
Wichtigste Handelspartner sind Belgien und die Volksrepublik China, in die jeweils gut ein Viertel der sierra-leonischen Exporte fließen. Den beiden Staaten folgen Rumänien (9 %), die Vereinigten Arabischen Emirate (6 %) und Deutschland (5 %). Die Exporte hatten 2020 einen Wert von 700,8 Millionen US-Dollar. Es handelte sich vor allem um Titan, Bauholz, Diamant, Aluminium und Kakaobohnen.
Importiert wurden Waren im Wert von 1,418 Milliarden US-Dollar. Die Volksrepublik China ist mit einem Anteil von 27 Prozent größter Importpartner. China folgen Indien (11 %), die Vereinigten Staaten (6 %), Ghana (5 %) und die Türkei (5 %). Importiert wurden vor allem Lebensmittel, Kunststoff, Medikamente und Fahrzeuge.
Sierra Leone ist unter anderem Mitglied der Welthandelsorganisation (WTO) und der Westafrikanischen Wirtschaftsgemeinschaft (ECOWAS).